# Ілля Дарчіашвілі
Ілля Дарчіашвілі (груз. ილია დარჩიაშვილი; нар. 21 лютого 1981) — урядовець Грузії, дипломат і колишній керівник банку, який обіймав посаду міністра закордонних справ Грузії.
Дарчіашвілі, народжений у Сігнагі в тодішній радянській Грузії, закінчив Тбіліський державний університет (ТДУ) за спеціальністю економіка в 2002 році. Далі він отримав ступінь магістра економіки та ділового адміністрування в ТДУ в 2004 році та в Школі менеджменту Гренобля, Франція, у 2011 р. відповідно. Дарчіашвілі працював менеджером Bank Republic/Société Générale у Тбілісі з 2003 по 2012 рік, коли приєднався до Міністерства закордонних справ Грузії як співробітник Посольства Грузії в Польщі.
У 2014 році Дарчіашвілі став заступником директора державного Фонду муніципального розвитку під час першого перебування на посаді прем’єр-міністра Іраклія Гарібашвілі, а наступного року він був призначений його директором. Того ж року його перевели на посаду першого заступника міністра регіонального розвитку та інфраструктури. З 2016 по 2017 роки він був послом за особливими особливими особами в МЗС. У 2017-2021 роках він був послом Грузії в Польщі. Незабаром після повернення Іраклія Гарібашвілі на посаду прем’єр-міністра Дарчіашвілі став головою Адміністрації уряду Грузії.
4 квітня 2021 року прем'єр-міністр Гарібашвілі призначив його міністром закордонних справ Грузії після того, як попередник Давид Залкаліані пішов у відставку, щоб стати послом Грузії в Сполучених Штатах.